# پل تازول
پل تازول (انگلیسی: Paul Tazewell؛ زادهٔ ۱۵ سپتامبر ۱۹۶۴) طراح صحنه و لباس اهل ایالات متحده آمریکا است. وی همچنین برندهٔ جوایزی همچون جوایز امی ساعات پربیننده شده‌است.